# Printerkabel

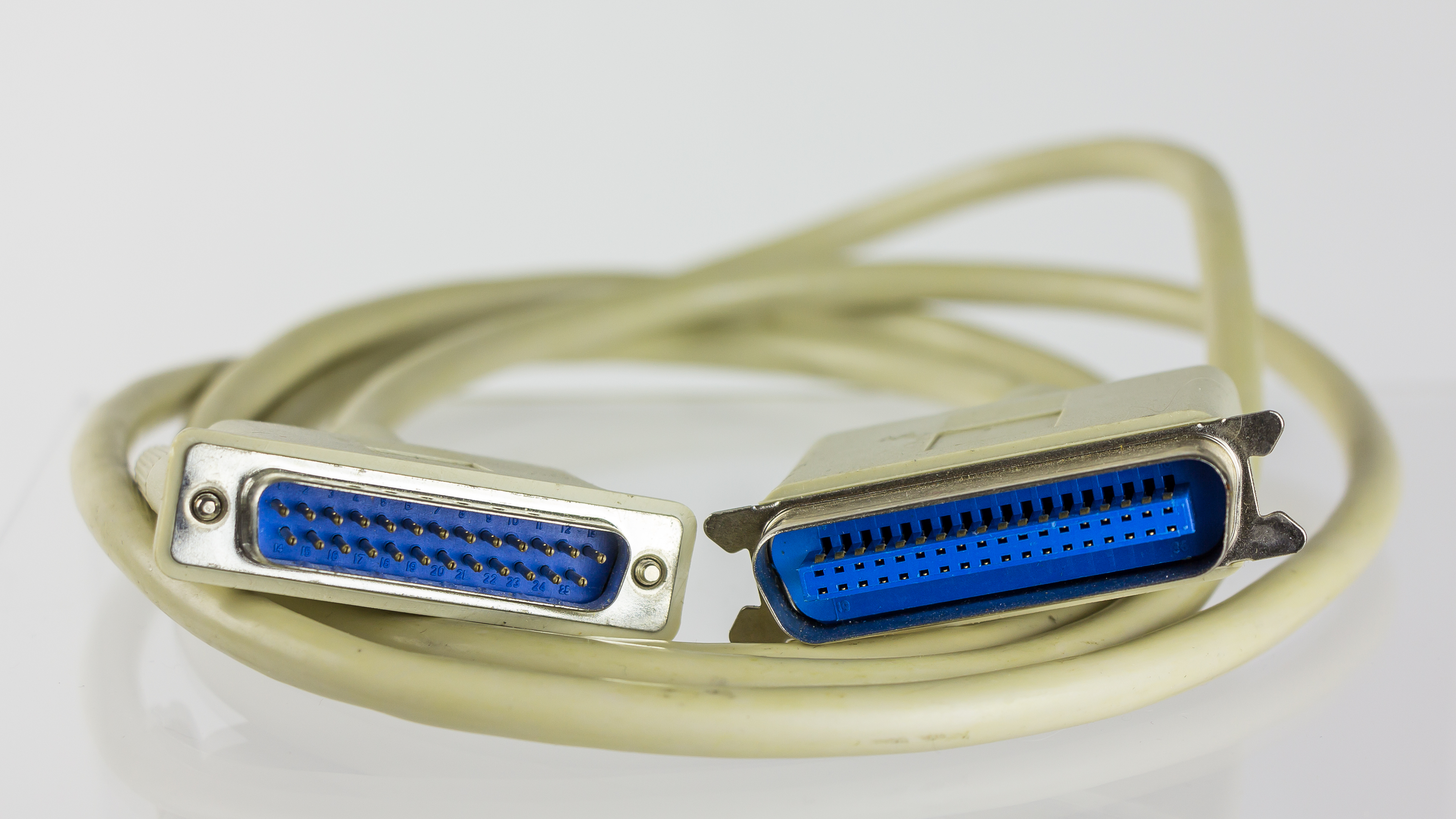
Printerkabel volgens IEEE 1284 voor digitale gegevensoverdracht tussen computer en printer.

Een printerkabel is een type kabel waarlangs gegevensoverdracht tussen computer en printer kan geschieden. Een gewone netwerkkabel wordt meestal niet tot de printerkabels gerekend, hoewel deze bij netwerkprinters wel dezelfde functie vervult.
Voor personal computers was een printerkabel tot eind jaren 90 van de 20e eeuw vaak een parallelle kabel. Anno 2011 worden bijna alle printers (met uitzondering van netwerkprinters) met USB geleverd, met type A voor aansluiting op de computer en type B voor aansluiting op de printer.
Op verzoek van detailhandelaren leveren printerfabrikanten niet altijd de benodigde printerkabel mee, zodat deze apart verkocht kan worden.